# Palais des Prieurs (Volterra)
Pour les articles homonymes, voir Palais des Prieurs.

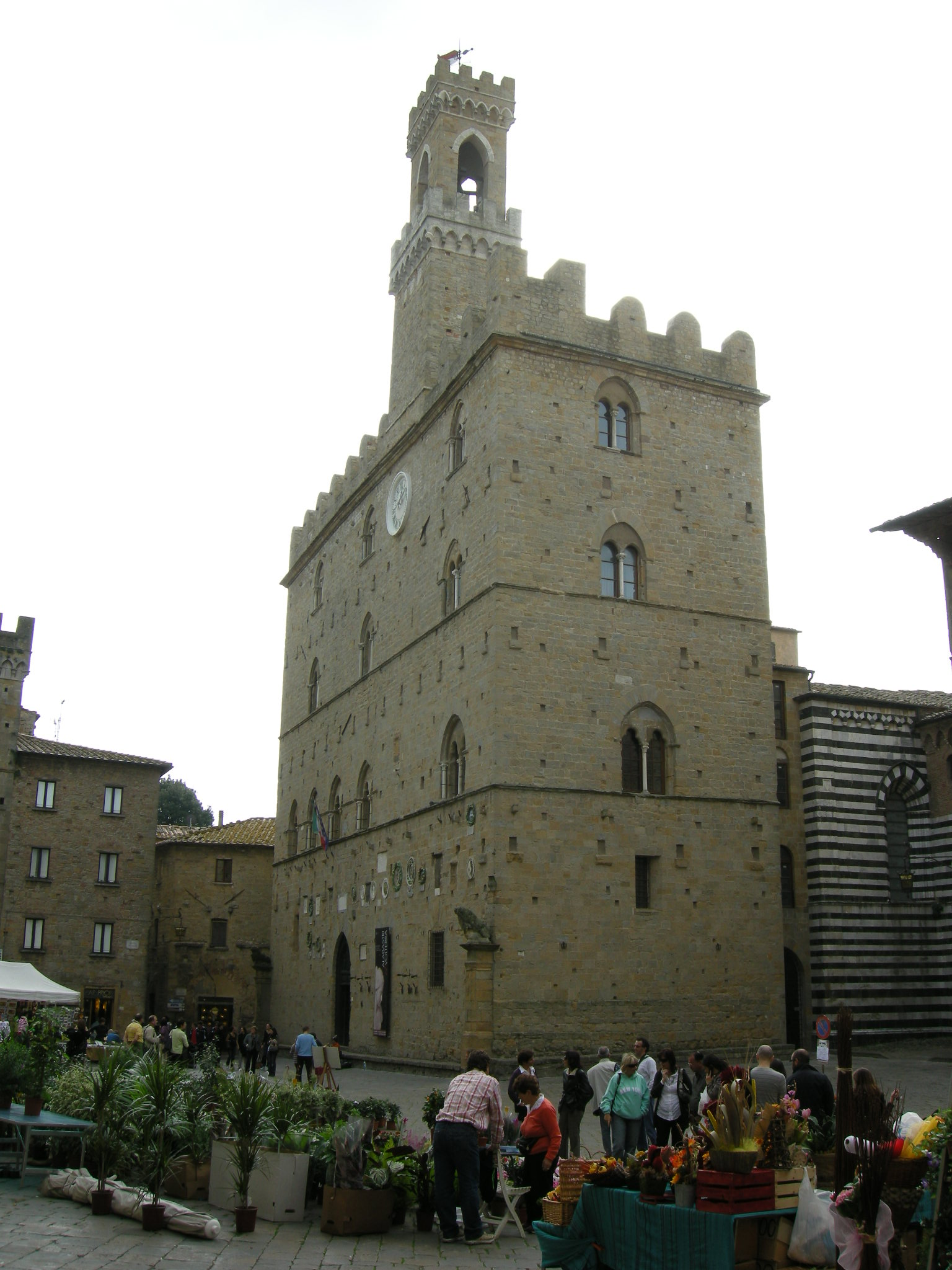
Palais des Prieurs

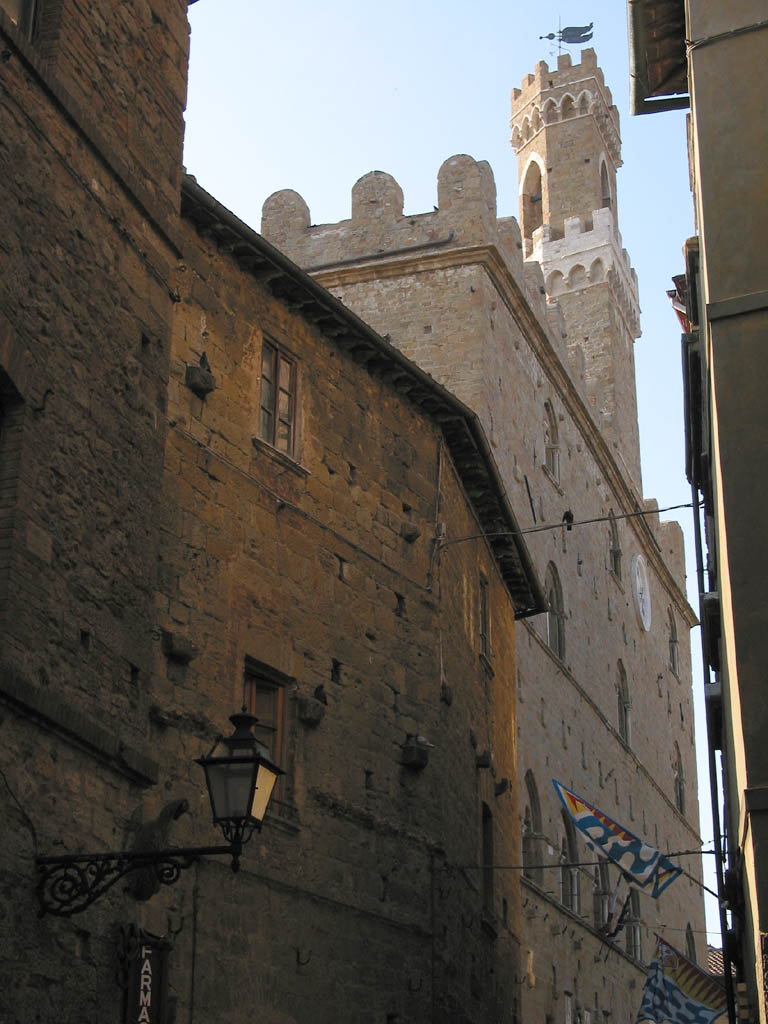
Palais des Prieurs, vue de côté

Le Palais des Prieurs (Palazzo dei Priori) se trouve dans le centre historique de Volterra, sur la place du même nom, dans la province de Pise.

## Histoire
Commencé en 1208 à l'initiative d'Ildebrando Pannocchieschi, comte palatin du Saint-Empire romain germanique et évêque de Volterra, et achevé en 1257, il est le plus ancien édifice communal de Toscane.
Il était au Moyen Âge le siège des organes collégiaux de la république de Volterra (Consuls, puis successivement Anziani, Difensori et enfin Prieurs), alors que le Palazzo Pretorio, en vis-à-vis sur la place, abritait le podestat et le capitaine du Peuple.
C'est en entrant dans la salle du Conseil de cet édifice que le citoyen Giusto Landini, qui mena une révolte anti-florentine en 1429, fut frappé par les épées de ses assaillants, sur ordre des Prieurs qui étaient terrifiés par les conséquences de cette révolte pour la cité. Alors qu'il était encore vivant, Landini fut jeté par une fenêtre sur la place.
En 1472, après la mise à sac de la ville par les troupes florentines, le capitaine du Peuple, qui était devenu au cours des transformations institutionnelles du siècle précédent le représentant de la puissance florentine à Volterra, s'installa dans le Palais. Ses successeurs gouvernèrent la cité comme de véritables commissaires pour le compte de Florence.
Le Palais des Prieurs est toujours aujourd'hui le lieu d’une partie des bureaux communaux (état civil, bureau du maire, salle du conseil communal, etc.).

## Architecture

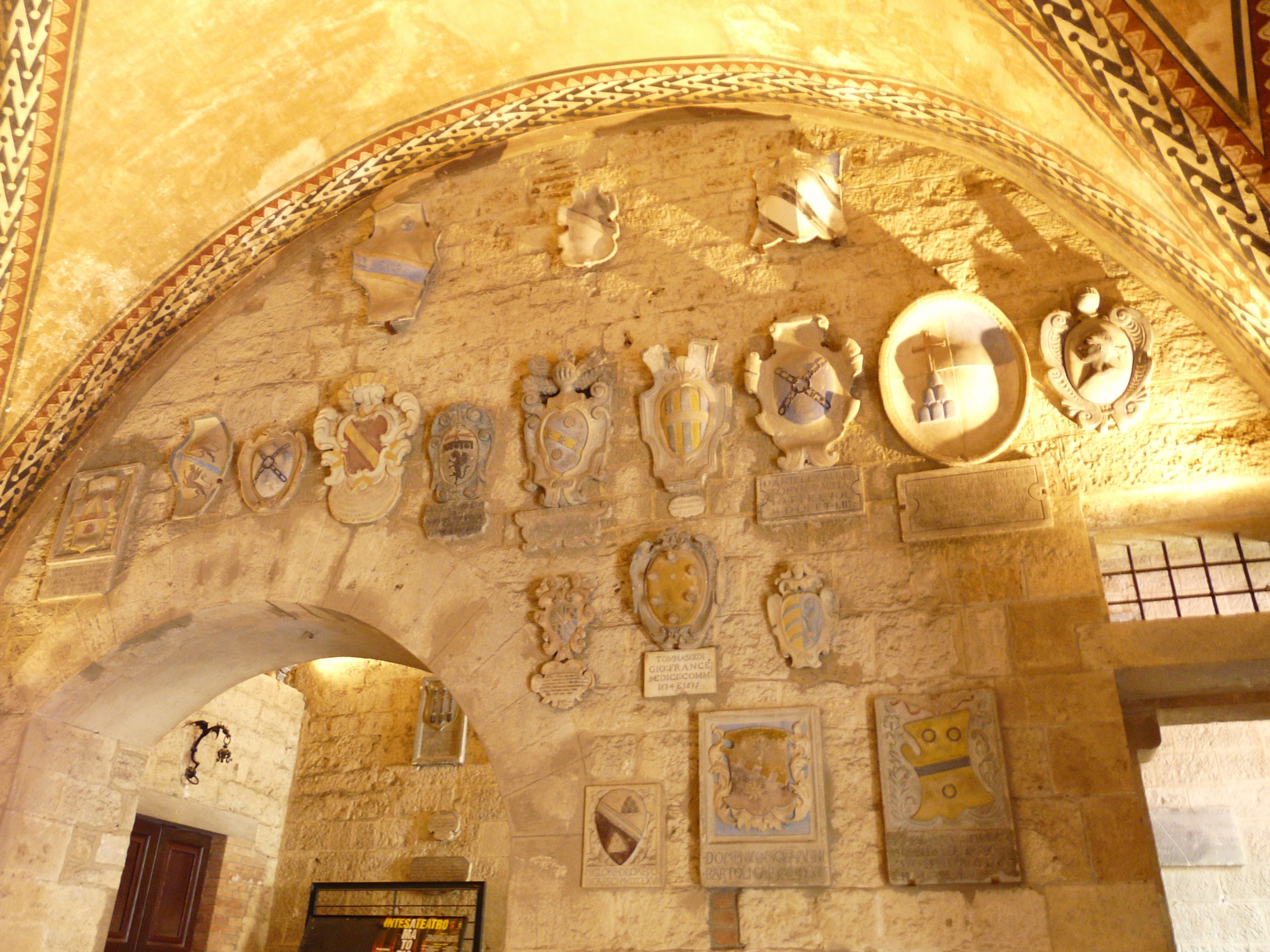
Salle voûtée et blasons de la décoration intérieure.

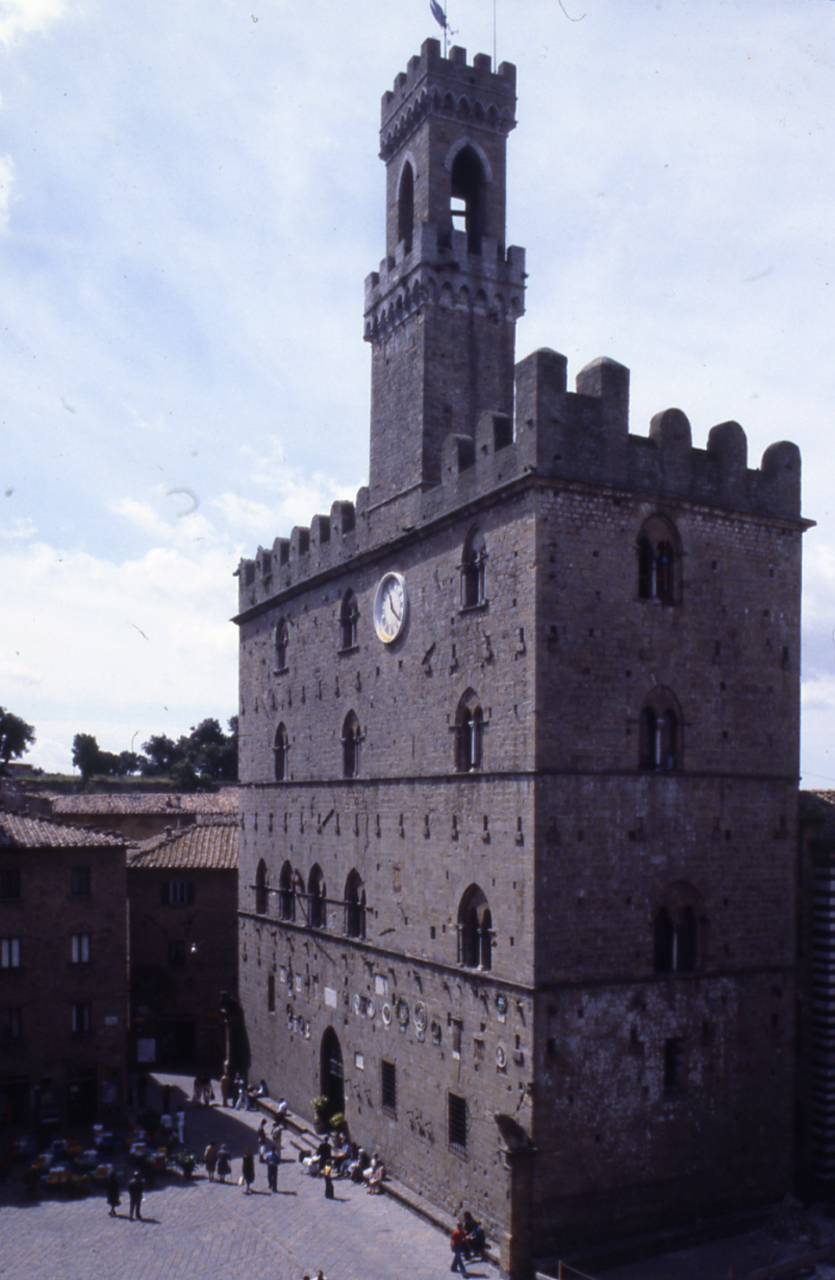
Photo par Paolo Monti, 1978

La corps principal massif  est surmontée d'une tour  pentagonale à deux étages crénelés, alignée sur le plan de la façade et donc excentrée du plan général et  elle est agrémentée de plusieurs niveaux de baies géminées ; elle fut  reconstruite après le tremblement de terre de  1846. La façade est décorée d'écussons en terre cuite émaillée (terracotta invetriata) représentant les armoiries de familles florentines qui donnèrent des gouverneurs à la ville.  L'intérieur du bâtiment affiche des écussons en terre cuite brute non vernissée.  
Les deux extrémités de la façade, aux coins du bâtiment donnant sur la place, comportent des lions de pierre en haut de colonnes et le mur des attaches en fer forgé pour flambeaux.

Style « alla robbiana » des blasons extérieurs
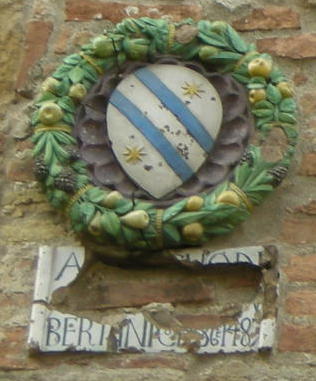
Armoiries des Bertini.
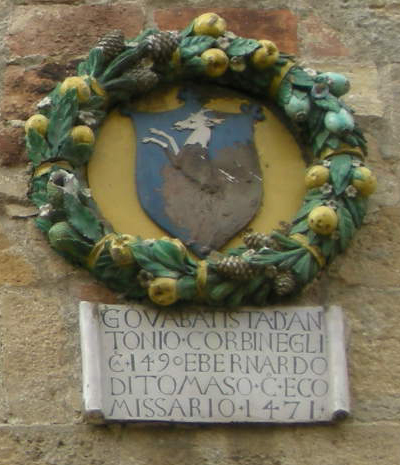
Armoiries des Corbinelli.
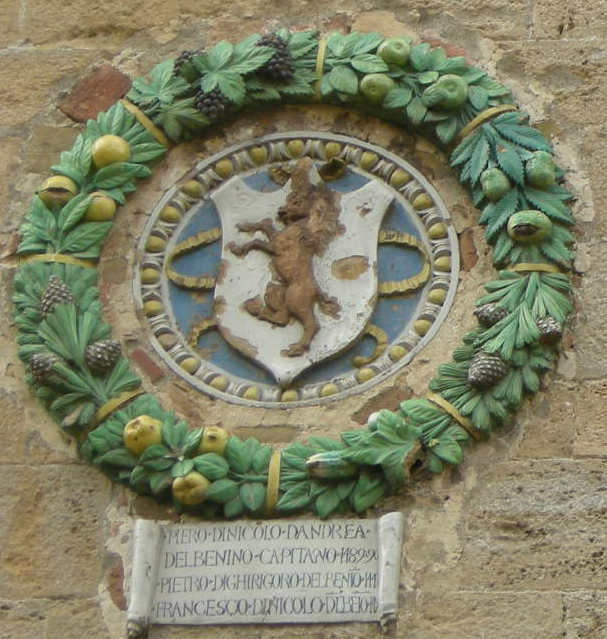
Armoiries de Del Benino.
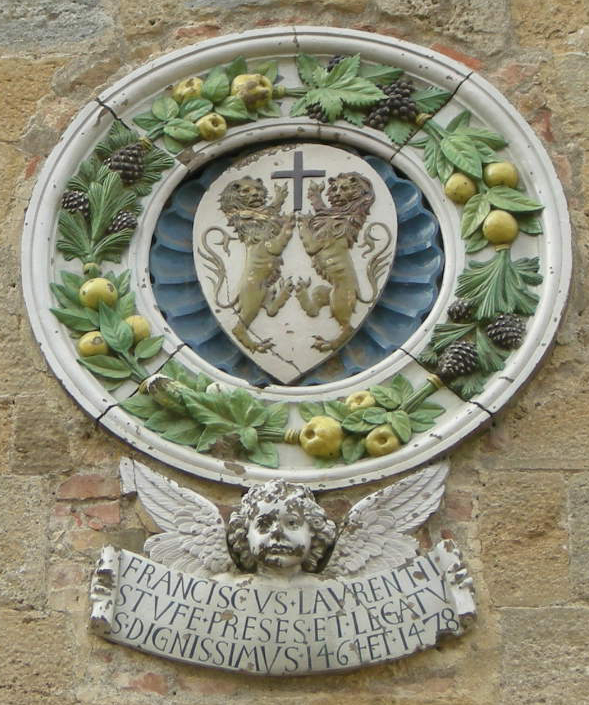
Armoiries des Della Stufa.

## L’intérieur

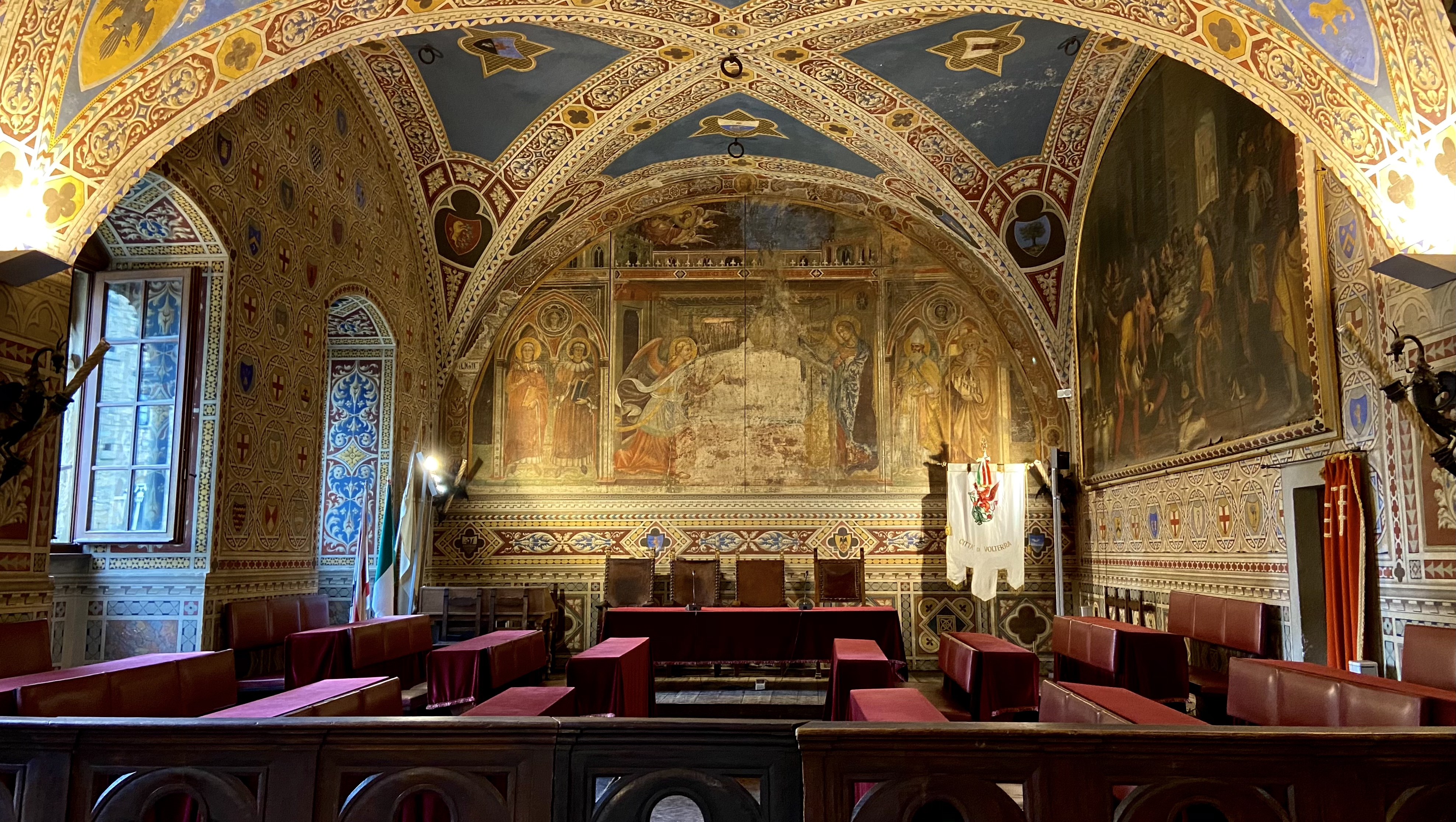
L'intérieur du palais des Prieurs. Septembre 2020.

On trouve à l'intérieur le tableau intitulé Noces de Cana de Donato Mascagni et un plafond en bois d'excellente facture.
On y trouve aussi une fresque et une Crucifixion avec saints de Pier Francesco Fiorentino, datée de 1490, située à l'extrémité de l'escalier qui mène à la salle du Grand Conseil. La datation en est effectuée à partir d'une inscription incomplète : « FRANCESCO GIOVANNI CAPITANO MCCCCLXXXX ».
On voit au milieu de la fresque, une crucifixion, pivot de la composition, avec à gauche la Vierge et saint François d'Assise à genoux, et à droite saint Jean l'Evangéliste et saint Jean-Baptiste à genoux.

## Curiosité
Plusieurs scènes de Tentation (New Moon), le deuxième volet de la saga Twilight de Stephenie Meyer ont été tournées à l'intérieur du palais.